# Batalla d'Ardahan
La batalla d'Ardahan (en turc: Ardahan Harekâtı; en rus: Битва при Ардагане), lliurada durant la Primera Guerra Mundial entre el 25 desembre de 1914 fins al 18 de gener de 1915, va ser una operació militar otomana, al comandament del tinent coronel alemany Stange, per capturar la ciutat d'Ardahan i tallar la línia d'abastament russa Sarighamish-Kars, que donava suport a les seves tropes en la batalla de Sarighamish.

## Antecedents
L'operació era part de la campanya del Caucas russa i secundària al Front Oriental.
L'Imper Rus havia pres als otomans la fortalesa de Kars durant la guerra russoturca de 1877-1878 i va tèmer que una campanya otomana al Caucas tingués com a objectiu recuperar Kars i el port de Batum.
El generalat i l'organització otomana van ser insignificants en comparació amb els Aliats. Es va planejar la campanya del Caucas com a distracció de les forces russes. Enver Paşa esperava que un èxit facilitaria l'obertura de la ruta cap a Tbilisi i més enllà, i provocar una revolta dels musulmans del Caucas. Altre objectiu estratègic era tallar l'accés de Rússia als seus recursos d'hidrocarburs al voltant de la mar Càspia. Aquest objectiu a llarg termini afectaria a l'Imperi Britànic. La Companyia Anglopersa de Petroli estava en la ruta proposada.
El 30 d'octubre de 1914, el 3r Exèrcit va ser informat per l'Alt Comandament d'Istanbul sobre un intercanvi de trets durant la persecució del SMS Goeben i SMS Breslau a la mar Negra. L'Alt Comandament esperava que l'exèrcit rus creuaria la frontera otomana en qualsevol moment.
L'ofensiva de Bergmann (del 2 de novembre de 1914 fins al 16 de novembre de 1914) va acabar amb la derrota de les tropes russes sota el comandament de Bergmann. L'èxit rus només va ser al llarg de la regió del sud de l'ofensiva, on els voluntaris armenis visibles (efectius) van ocupar Karaköse i Doğubeyazıt. Hasan Izzet Paşa va aconseguir estabilitzar el front, deixant als russos a 25 km dins de l'Imperi Otomà al llarg de l'eix Erzurum-Sarighamish.

## Les forces otomanes
El nom de la força occidental, el 1r Cos d'Exèrcit, passa a ser Destacament Stange Bey (o Stanke Bey). La mida de la força és objecte de controvèrsia; les fonts occidentals diuen que tenia entre 30.000 i 35.000 combatents, però la xifra exacta és incerta.
L'ala esquerra d'aquest destacament estava formada per dos batallons del 8è Regiment d'Infanteria i dues bateries d'artilleria, que va ser portada al començament de la guerra des de Constantinoble i va desembarcar a Kopa i en altres ports de la mar Negra, al sud de Batum, i complementada per moltes tropes irregulars del districte de Choruk (al nord-est d'Erzerum), on es va efectuar la seva concentració.

## El preludi de la batalla
El Destacament Stange Bey va deixar Istanbul en el cuirassat Yavuz. La primera parada va ser desembarcar en Rize. A continuació, el destacament es va reforçar amb quasi 2.000 voluntaris kurds i va ser assistit materialment pels adjarians rebels del país.
La intenció original d'aquest exèrcit era atacar Batum quan tingués una força suficient mitjançant addicions d'ultramar, però el resultat de la resistència russa terrestre, i sobretot de diverses accions entre les flotes otomanes i russes que van acabar amb el control rus de la mar Negra, va fer inviable aquesta idea i va ser abandonada.
Enver Paşa va elaborar els seus plans per a la batalla de Sarighamish. La unitat de Stange Bey i els seus suports es van ajustar al seu pla com una força secundària. La seva missió era tallar la línia de suport Sarighamish-Kars de les forces russes. El Destacament Stange Bey va realitzar operacions altament visibles per distreure i retenir unitats russes. En aquest pla, el Destacament Stange Bey operaria en la regió Chorok i va prendre la carretera.
El 15 de desembre de 1914, el Destacament Stange Bey va ocupar Ardanuç.

## Batalla
El 27 de desembre de 1914, després d'una resistència russa desesperada que va durar 17 dies, els otomans va prendre Ardahan i van amenaçar amb un descens immediat cap a Kars, que si tenia èxit tallaria la retirada dels russos cap a l'oest, és a dir, cap a Sarighamish des de Kars.
El virrei rus i els seus assessors militars havien comprès la situació. Els russos van informar que el Destacament Stange Bey els dificultava el seu avanç. Es van desviar unitats russes que estaven destinades a enfrontar-se contra el Destacament Stange Bey per a donar suport a les operacions per capturar Sarighamish i Kars; els russos necessitaven estar fortament reforçats. En aquest moment, al desembre de 1914, el general Myshlaevsky va ordenar la retirada de les principals unitats russes de la campanya de Pèrsia a l'altura de la batalla de Sarighamish. Pèrsia va ser despullada de soldats russos, i els grans cossos de tropes es va afanyar cap al front amb el ferrocarril de Kars, Erevan i Culfa, que van arribar gairebé, però no del tot, massa tard. Hauria estat del tot massa tard si el Destacament Stange Bey hagués estat capaç de fer el seu descens contemplat en Kars.
Gairebé cap informació respecte a la batalla d'Ardahan es pot obtenir més enllà de les declaracions després del bombardejament de la ciutat. Els russos van poder expulsar les tropes del Destacament Stange Bey; els russos descriuen que «per les càrregues repetides completament enrutadas a l'enemic, va ser aixafat en fragments». Sota la pressió dels russos, els voluntaris kurds es van separar de la unitat de Stange Bey. La resta de la unitat va fugir en la confusió cap a Ardanuç, però va ser perseguida i no se li va permetre descansar allà molt de temps, ja que va ser ocupada de nou pels vencedors.

## Conseqüències
El 18 de gener de 1915, alguns supervivents de la batalla van aconseguir fugir fins al seu propi territori. Altres van buscar refugi entre les serralades de Chorok, on els adjarians els va donar refugi. Aquesta era la unitat original establerta a Istanbul. Stenge Bey va restablir aquesta unitat.
L'1 de març de 1915, el Destacament Stange Bey, sense el suport de voluntaris, va tornar a la seva línia inicial. El Destacament Stange Bey va aconseguir resistir els russos durant més de dos mesos en la regió.
La batalla va ser objecte d'un lubok (impressió popular russa).